# 노스웨스턴 캘리포니아 대학교
노스웨스턴 캘리포니아 대학교 로스쿨(Northwestern California University School of Law)은 1982년에 캘리포니아주 새크라멘토에 설립된 미국의 원거리 통신강좌 기반 법학전문대학원이다. 2년 과정의 법률과학 학사(BSL)와 법무박사(JD) 과정을 제공하며 패러리걸 자격증과정도 운영한다.